# Harry Manfredini
Harry Manfredini (Chicago, 25 de agosto de 1943) es un compositor y músico de jazz estadounidense. 

## Carrera
Manfredini ha contribuido con la música de más de cien producciones cinematográficas, incluyendo la franquicia de Friday the 13th. Estudió varios años música clásica, aunque también se ha desempeñado en la música popular. En una entrevista con el periodista ruso Tony Vilgotsky, Harry Manfredini afirmó que sus gustos musicales estaban influenciados por compositores como Giacomo Puccini, Igor Stravinsky y Maurice Ravel, entre otros.

## Filmografía seleccionada
| - Through the Looking Glass (1976) - Here Come the Tigers (1978) - Manny's Orphans (1978) - Night Flowers (1979) - Friday the 13th (1980) - The Children (1980) - Friday the 13th Part II (1981) - Swamp Thing (1982) - Friday the 13th Part III (1982) - Spring Break (1983) - Friday the 13th: The Final Chapter (1984) - The Hills Have Eyes Part II (1985) - Friday the 13th: A New Beginning (1985) - House (1986) - Friday the 13th Part VI: Jason Lives (1986) - Slaughter High (1986) - Friday the 13th Part VII: The New Blood (1987) | - House II: The Second Story (1987) - Cameron's Closet (1988) - DeepStar Six (1989) - The Horror Show (1989) - House IV (1992) - Jason Goes to Hell: The Final Friday (1993) - Amore! (1993) - Wishmaster (1997) - The Omega Code (1999) - Jason X (2001) - Wolves of Wall Street (2002) - House of Usher (2008) - The Anna Nicole Smith Story (2009) - Mrs. Washington Goes to Smith (2009) - A Talking Cat!?! (2013) - Lake Eerie (2016) - Friday the 13th: The Game (2017) - A Chance in the World (2017) |